# Necrotted
NECROTTED (в переводе с англ. «Омертвевший») — немецкая дэт-метал группа. Была сформирована в 2008 году в общине Абтсгмюнд  (Baden-Württemberg), на юге ФРГ. К настоящему моменту (декабрь 2022) выпустила 3 полноформатных альбома и два EP.
В 2008 и 2009 годах группа записала различные демо-версии, но они так и не были выпущены и распространены в виде компакт-дисков. Только в марте 2010 года в Швебиш-Халле с продюсером Роджером Грюнингером был записан дебютный мини-альбом "Kingdom of Hades". Диск был выпущен в апреле того же года и получил в основном положительные отзывы музыкального сообщества.
В последующие месяцы квинтет давал концерты в Германии и Австрии, деля сцены с такими группами, как Vader, Krisiun, God Dethroned и многими другими.
В 2018 году группа отыграла несколько концертов, в том числе на Summer Breeze и Death Feast под открытым небом. Кроме того, группа снова отправилась в студию, чтобы записать новый EP. Продюсерами выступили Кай Биглер и Бенджамин Штельцер из Parasite Inc.. EP "Die For Something Worthwhile" был выпущен в октябре 2019 года на лейбле Rising Nemesis Records. Помимо нескольких выступлений на фестивалях, группа отправилась в тур по Центральной Европе в 2019 году вместе с I Declare War,  и Акраниус. Все выступления 2019 года прошли без Павлоса Хациставридиса. Он покинул группу в конце 2019 года по личным причинам.
После того, как пандемия COVID-19 утихла летом 2021 года, можно было снова отыграть первые концерты под открытым небом. В апреле 2022 года, продвигая свой последний альбом "Operation: Mental Castration", Necrotted вместе с Cytotoxin, Osiah и Bonecarver совершили 16-дневный тур по Центральной Европе в поддержку своего последнего альбома "Operation: Mental Castration". Летом 2022 года снова последовали многочисленные выступления на известных фестивалях.

## Дискография
1. Kingdom Of Hades (2010)[3]
2. Anchors Apart (2012)
3. Utopia 2.0 (2014)
4. Worldwide Warfare (2017)
5. Die For Something Worthwhile (2019)
6. Operation: Mental Castration (2021)